# 코만도
코만도(Commando)는 과거 2차 세계대전 당시 현대전 특수부대의 시초인 영국의 코만도 부대의 이름이었고, 이후 코만도라는 이름 자체가 특수부대를 의미하는 보통명사가 되었다.

## 나라별 운용

### 대한민국
대한민국의 수많은 특수부대가 코만도에 해당한다고 볼 수 있으나, 코만도라는 명칭을 정식으로 채택한 것은 현 육군 특공연대에 해당한다.
정찰총국의 청와대 기습 이후, 북한의 제8군단, 경보교도지도국,  제11군단 등의 특수부대에 대응하기 위해 특공대로 이름지어 편성하였다. 
특공대는 육군 특수전사령부 예하 각 공수특전여단에서 차출된 병력을 기반으로 창설됐다. 장교와 부사관 위주로 구성된 특전사와 달리 징집병 위주로 구성되었고, 작계지역 침투, 정찰감시, 타격, 탐색격멸 및 후방지역으로 침투한 적 특수부대를 소탕하는 임무를 수행한다. 훈련소와 보충대, 각 사단별 신병교육대대에서 차출된 병사는 특공부대에 배치되기에 앞서 특공신병교육대에서 3주간 특공무술, 레펠강하, 급속강하(fast-rope), 제식훈련을 익힌다. 이전까지는 훈련소와 보충대, 사단별 신병교육대에서 차출되었지만, 2012년 1월부터 특공병·수색병 모집 제도가 추진되어 3월에 시범 운용을 시작했다. 최근에는 특공병·수색병 모집제도가 특공병으로 변경되었으며, 특공병으로 모집된 인원은 2개 특공여단으로 배치된다. 특공병제도와는 따로 2012년부터 특수전력 정예화 계획에 따라 특공연대 및 수색대대를 정예 특수부대로 개편 중이며, 이에 따라 특전사처럼 간부 위주로 개편하고 있으며, 부사관체제로 개편이 진행 중이다.

### 독일

#### 연방 공화국
현재 독일 육군의 Kommando Spezialkräfte(KSK)와 Fernspähkompanie에서 운용한다.
Division Spezielle Operationen 예하 부대인 KSK는 카를흐(Calw), 독일 남부의 검은숲 지역에 있으며, 1,100명 가량의 군인들로 이루어져 있지만, 기밀 정보에 해당하므로 자세한 구성원 숫자는 알 수 없다. 이 전투 부대는 100여 명의 지원 임무를 맡은 베테랑 구성원으로 이루어진 4개 코만도 중대로 나뉘어 있으며, 4개 코만도 중대에는 5개 특화된 소대가 있다:
1. "지상 잠입" 소대
2. "공수 작전" 소대
3. "상륙 작전" 소대
4. "특수 지리와 기상 작전" 소대 (예를 든다면 산맥이나 극지방)
5. "정찰, 저격, 저격 대응 작전" 소대

- 지휘 본부 소대

이들 소대에는 4개 코만도 분대가 있으며, 각 분대를 구성하는 이들은 비교적 숙련된 장병이다. 각 단체는 저마다 무기 전문가, 의료, 전투 공병 또는 통신 전문가로서 특별 훈련되었다. 이 단체에 다른 전문가들이 추가될 수 있는데, 예를 들어 중화기 전문가나 언어 전문가이다.
다른 특수 부대로는 독일 해군의 Kampfschwimmer이 있다.

### 영국

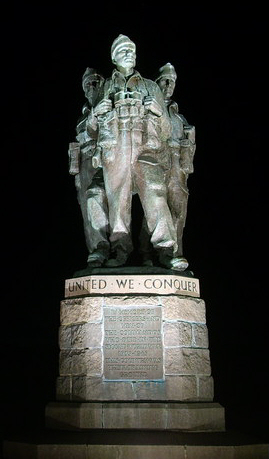
야간에 촬영된 코만도 기념관 동상

#### 제2차 세계 대전
제2차 세계대전 중이던 1940년 초에 영국 육군은 기습타격 작전을 위한 특공대를 창설한다.  보어전쟁 때 소규모로 치고 빠지는 기습타격으로 영국군을 괴롭히던 보어군의 소규모 부대에서 아이디어를 얻었기 때문에 부대명도 보어어로 '소부대'를 뜻하는 Komando에서 따와서 철자를 살짝 바꾼 Commando라고 명명했다.
처음엔 영국 육군 직할의 독립 중대 규모였고 곧 대대 규모로 증편했다. 이렇게 창설된 영국 육군 코만도는 빠르게 기동하여 정찰 및 기습타격 임무를 수행하였다. 이들은 필요한 모든 것을 각 개인이 자체적으로 휴대하고 36시간 이상 야간 작전을 수행할 수 있어야 했다.  육군 코만도는 영국에 거주하는 병사 중에서 선발된 지원자로 이루어졌다.
영국 육군 코만도의 효과적인 작전수행으로 인해 이런 뛰어난 기동성을 가진 정예부대에 대한 수요가 많아졌다. 그래서 이후에 SAS, SBS, 영국 해병 코만도, 영국 육군 낙하산 연대 등이 연이어 창설되는데 이들 부대들의 창설에 모두 육군 코만도가 관여하였고 벤치마킹할 롤모델이 되었다. 나아가 미국 등 다른 나라들도 2차 세계대전 중에 특수부대를 창설했는데 모두 선구자격인 영국 육군 코만도를 벤치마킹하였다.
그래서 영국 육군 코만도는 현대 특수부대의 아버지라고 불린다. 그리고 이런 현대 특수부대의 원조격인 부대라는 상징성과 유명세 때문에 '코만도'라는 이름은 특정부대를 가리키는 고유명사를 넘어서 널리 '특수부대'나 '특공대'를 의미하는 일반 보통명사화되었고, 훗날 창설되는 여러 특수/특공부대들의 상당수도 너나 할 것 없이 '코만도'라는 명칭을 부대명으로 채택한다. 하지만 정작 원조 코만도 부대인 영국 육군 코만도는 2차 세계대전 종전과 함께 해체되어 역사속으로 사라진다.
영국 특수 작전 집행부(Special Operations Executive; SOE)도 점령된 유럽에서 기습작전을 하려고 영국과 파견된 유럽인들(예를 들어 Cichociemni)로 구성된 코만도를 창설하였다. 그들도 특수 작전을 위해 SAS처럼 10명 그 이하 소규모로 꾸며졌다. 하나의 예로서 1941년에 노르웨이에 있는 증류수 시설을 파괴한 제1노르웨이독립중대가 있다.
영국 육군 코만도의 성공에 자극받아 1942년에 영국 해병대에서도 코만도 부대를 창설한다. 왕립 해병대의 일부 기존 보병 대대들을 재편하여 코만도부대로 편성했고 육군 코만도에서 교관들이 파견되어 해병 코만도 대원들을 훈련 시켰다. 이들 해병 코만도는 초창기엔 영국 육군 코만도여단에 배속되어 활동하였다.
왕립 공군(RAF) 또한 1942년에 15개 코만도를 편성했으며, 병력 150명을 거느렸다. 이 부대는 코만도 과정을 수료한 훈련된 지원자인 기술자, 병기 제조자와 정비사 중에서 이루어졌다. 그들 RAF 코만도들은 연합군 진격군이 있는 모든 전역에서 함께했다; 주로 뺏은 비행장에서 무장 및 지원으로 아군 전투기의 전방 작전을 할 수 있도록 하는 것이다. 하지만 비행장의 전방 위치에 따라, 왕립 공군 코만도는 적의 반격으로부터 방어할 수 있게 도우며 점령 및 안전을 확보할 수 있도록 훈련되었다.

#### 종전 이후
종전 후 육군 코만도는 해체되었으나, 해병대는 종전 후에도 제3코만도여단이라는 여단급 규모의 코만도 부대를 유지하였다.  모든 왕립 해병(왕립 해병대 군악 근무대가 아닌)은 다른 곳에서 복무하면서 부대에서 지원하거나 개인적으로 전무장 코만도 과정을 반드시 이수해야 해병 코만도에 들어갈 수 있다. 여단은 30 코만도, 40 코만도 (타운톤), 42 코만도 (사우스 햄스, 비클리지, 플라이마우스)와 45 코만도 (스코틀랜드 아르브로아스), 코만도 군수 연대, 제539강습대대 왕립 해병대, 제24코만도왕립공병 연대, 제29코만도왕립포병연대와 더 라이플스, 1 대대로 만들었다. 왕립 해병대는 NATO 내에서 두 번째, 유럽에서 가장 큰 부대이다.
1960년대 이후론 해병대에서 코만도의 개념을 확대하여 현재는 영국 해병대의 보병부대들 중 1개의 강습상륙단과 1개의 강습전대를 제외한 대부분이 코만도 여단으로 개편되었다.

### 일본
제2차 세계 대전 말기(1945년)에, 일본 제국의 전선이 후퇴하기 시작하자, 가미카제 부대로도 알려진 특공대(特攻隊 돗코타이[*], 特別攻撃隊 도쿠베쓰코게키타이[*])를 조직하였는데, 이들은 폭약을 가득 실은 항공기와 잠수함 등의 작고 빠르게 움직일 수 있는 장비에 타서 연합군측의 장비에 충돌하는 자살 공격을 하였다.

### 조선민주주의인민공화국
1945년 8월 15일 광복 이후, 남한 내의 공산주의자가 창설한 조선인민유격대에 의해 한국전쟁이 발발하기 전부터 남한에서의 활동이 있었으며, 지속적으로 남한 내의 공산주의자를 포섭하거나 또는 공작원을 위장 침투시키는 비정규전을 행했다. 휴전 이후, 민족보위성 예하 정찰총국 소속의 124부대를 침투시켜 청와대 기습을 노렸었고, 남한과 북한의 외교 관계가 우호적인 시기에 잠수함을 이용하여 강원도 강릉지역에 침투했다. 또한 버마의 수도 양곤을 방문한 대한민국 대통령을 노리고 아웅 산 묘역에서 폭탄을 터트렸으나, 암살에는 실패하였다.

## 같이 보기
- 프랑스 외인부대
- 구르카
- 양크 리바이